# Бродниця-Дольна
Бродниця-Дольна (пол. Brodnica Dolna, нім. Niederbrodnitz) — село в Польщі, у гміні Картузи Картузького повіту Поморського воєводства.
У 1975-1998 роках село належало до Гданського воєводства.